# Kościół Wniebowzięcia Najświętszej Maryi Panny w Przasnyszu

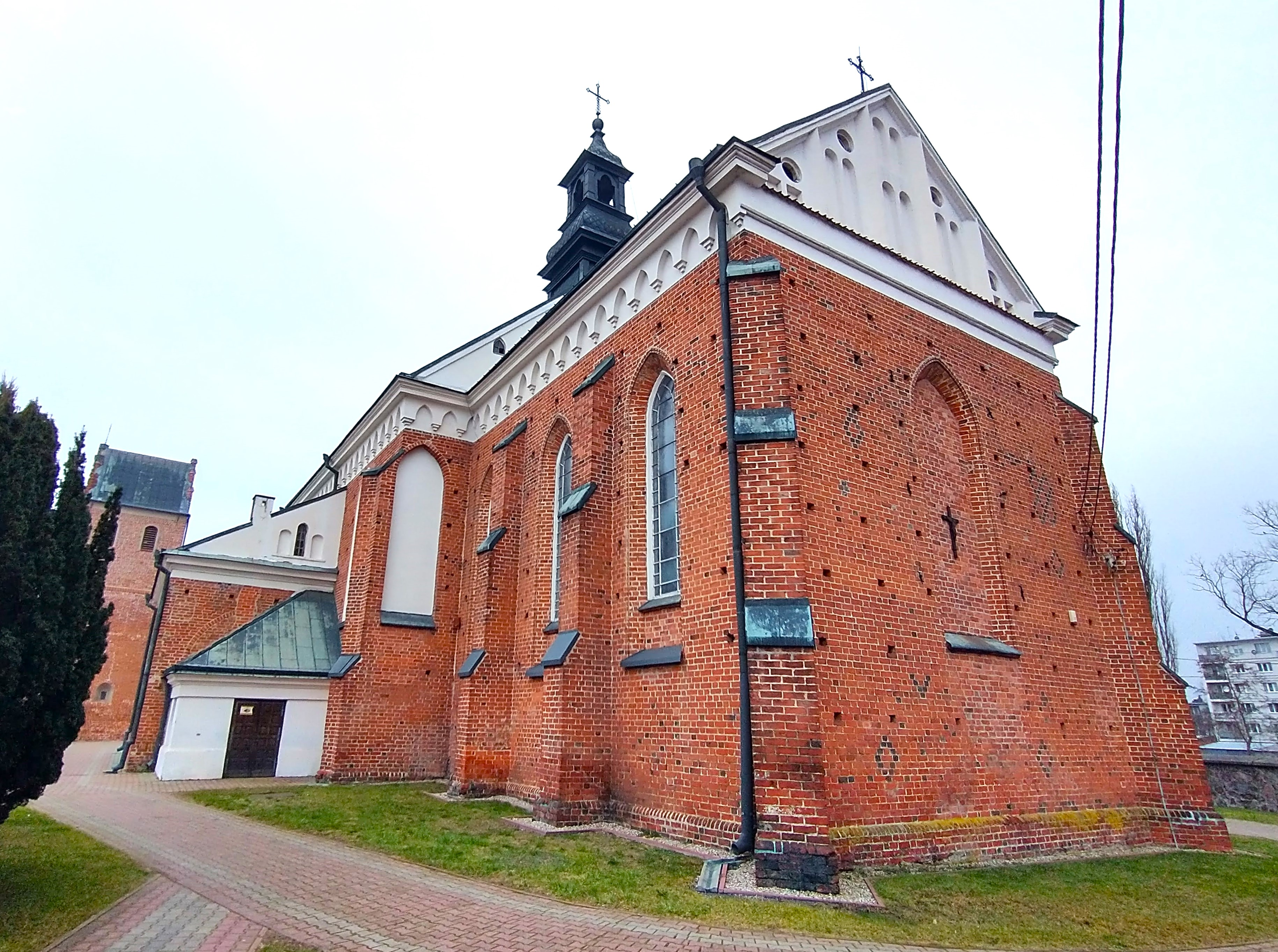
Widok od prezbiterium

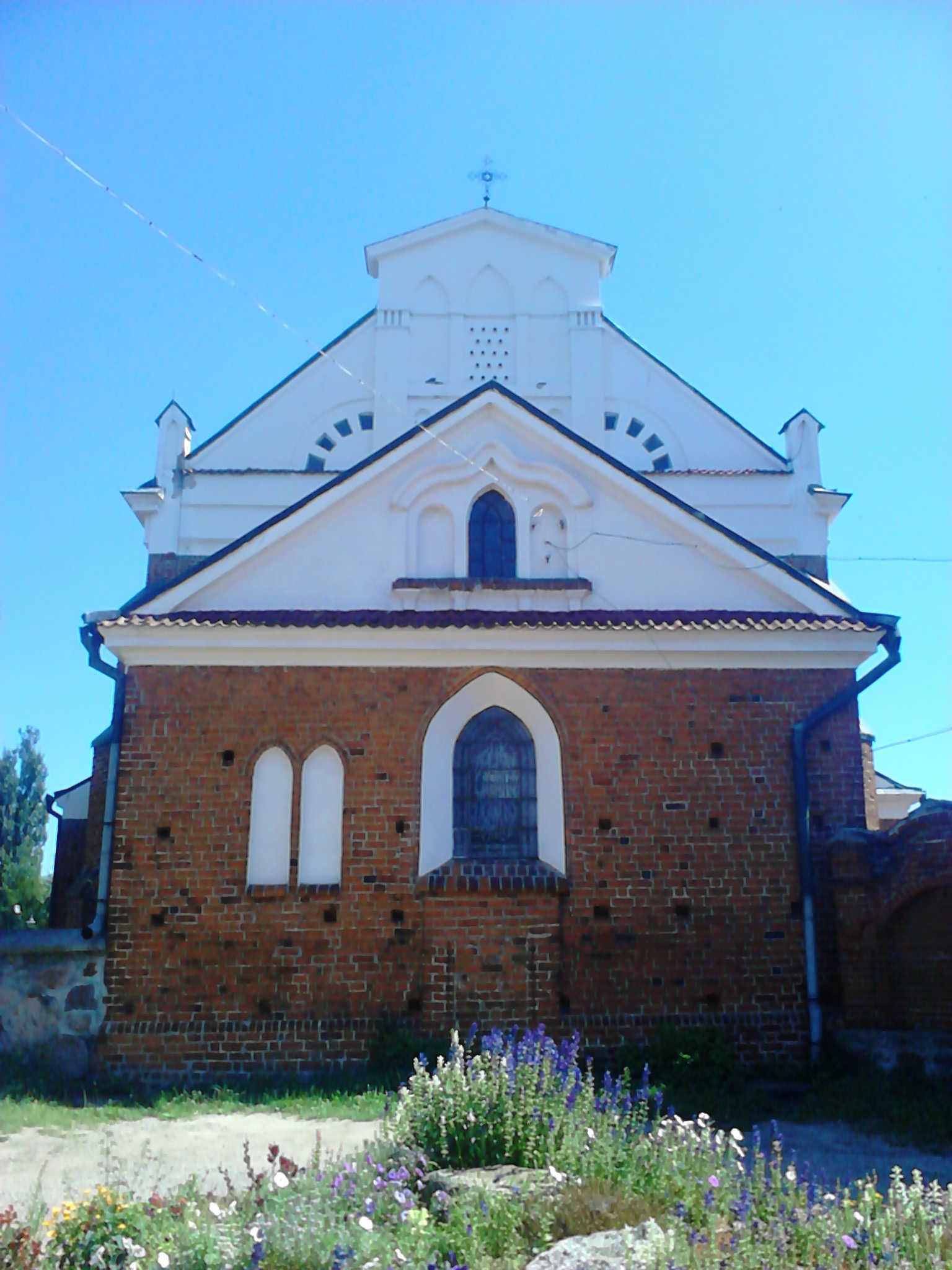
Elewacja od strony kruchty

Kościół parafialny pw. Wniebowzięcia NMP w Przasnyszu – najdawniejsza świątynia Przasnysza i najstarszy obiekt zabytkowy miasta.

## Rys historyczny
Pierwszą drewnianą świątynię wybudowano w tym miejscu według tradycji już w XIII w. Kolejny, murowany kościół konsekrowany w 1408 r. przez sufragana płockiego bpa Mariana, spalił się ok. 1470. Obecny kościół wzniesiony został w latach 1474-1785 z fundacji plebana przasnyskiego Michała Bończa-Bonieckiego i ok. 1489 konsekrowany przez biskupa Piotra z Chodkowa. Niemal równocześnie z kościołem powstały dwie kaplice boczne: północna pw. Pięciu Ran Pana Jezusa, ufundowana przez cech krawców i południowa – pw. Najświętszej Marii Panny oraz św. św. Bartłomieja, Cecylii i Barbary, fundacji Jana Kostki z Rostkowa, dziadka św. Stanisława. Kruchta wielka od zachodu jest późniejsza, dobudowana została zapewne w 1 połowie XVI w.
Do najważniejszych wydarzeń w dziejach tego kościoła należy zaliczyć dokonanie obrzędu chrztu św. na Stanisławie Kostce jesienią 1550.
W XVII w. kościół parafialny podzielił los Przasnysza i był kilkakrotnie niszczony pożarami. Odbudowany po pożarze z 1645, konsekrowany został w 1670 przez sufragana poznańskiego bpa Macieja Kurskiego.
Po pożarze z 19 lutego 1792 kościół przez ponad pół wieku pozostawał w ruinie. Odbudowa, dokonana w latach 1848-56 staraniem proboszcza Grzegorza Budnego, okazała się nietrwała.
Następny gospodarz parafii, ks. Stanisław Czapliński w latach 1877–1878 przeprowadził gruntowną restaurację kościoła. Usunięto wówczas osiem filarów dzielących nawę i zasłaniających ołtarze, ukształtowano szczyty zachodniej fasady i kruchty, przebudowano zakrystię i skarbiec, dobudowano kruchtę do kaplicy południowej, a wnętrze kościoła nakryto pozorną kolebką. Z czasów ks. Czaplińskiego pochodzi też ozdobna wieżyczka na kalenicy, chór muzyczny, ołtarze, ambona i chrzcielnica. Kolejna restauracja przeprowadzona została w 1890.
W lecie 1915 kościół farny został czasowo zamieniony na szpital wojskowy.
W XX w. przasnyska fara była widownią wielkich wydarzeń religijnych.
28 i 29 sierpnia 1926 odbywały się uroczystości przewiezienia relikwii św. Stanisława Kostki do kościoła w Rostkowie w związku z 200-leciem kanonizacji. 28 sierpnia w kościele farnym nieszpory celebrował biskup Antoni Julian Nowowiejski. Uroczystości ku czci św. Stanisława Kostki zakończyły się w Rostkowie 29 sierpnia. Wedle szacunków kościelnych wzięło w nich udział sto tysięcy wiernych.
W sierpniu 1967 odbywały się ogólnopolskie uroczystości ku czci św. Stanisława Kostki z racji 400-lecia jego śmierci. Główne obchody w Rostkowie wyznaczono na dzień 20 sierpnia 1967. Poprzedziły je 19 sierpnia nabożeństwa w najważniejszych kościołach diecezji płockiej, celebrowane przez biskupów. Tego dnia w godzinach popołudniowych przybył do Przasnysza prymas Polski, kardynał Stefan Wyszyński, witany u wejścia do fary przez proboszcza i dziekana przasnyskiego ks. Edmunda Szewczaka, następnie z ambony przez biskupa ordynariusza płockiego Bogdana Sikorskiego. Po mszy św. celebrowanej przez biskupa sufragana poznańskiego Franciszka Jedwabskiego prymas Wyszyński poświęcił odnowioną kaplicę Kostków. Następnie bp Sikorski zainaugurował wieczystą nowennę ku czci św. Stanisława Kostki. W niedzielę 20 sierpnia o godz. 8 rano prymas odprawił w przasnyskiej farze mszę św. Na plebanię przybył arcybiskup krakowski kardynał Karol Wojtyła i inni biskupi z całej Polski, zdążający na uroczystości rostkowskie (wzięło w nich udział 37 członków Episkopatu i ok. 50 tysięcy wiernych). Dzień ten wiązał się z ustanowieniem w Rostkowie nowej parafii pod wezwaniem św. Stanisława Kostki.
Od 1983 sprzed przasnyskiej fary wyruszają coroczne diecezjalne pielgrzymki dzieci i młodzieży do Rostkowa. Uczestniczy w nich kilkanaście tysięcy pielgrzymów.

## Architektura
Kościół zbudowany został w stylu gotyckim. orientowany, murowany z cegły, jednonawowy, posiada wyodrębnione prezbiterium, zamknięte prosto i parę dwuprzęsłowych kaplic bocznych, flankujących nawę, poprzedzonych od wschodu niskimi kruchtami. Do prezbiterium od północy przylega prostokątna dobudówka mieszcząca zakrystię i skarbczyk. Przy łuku tęczowym od północy znajduje się kolista wieżyczka schodowa, przykryta daszkiem namiotowym. Dachy nad nawą, prezbiterium i kruchtą zachodnią dwuspadowe, nad kaplicami i zakrystią jednospadowe. Nawa stropowa, w prezbiterium niegdyś sklepienie kryształowe, w kaplicach sklepienia krzyżowo-żebrowe.

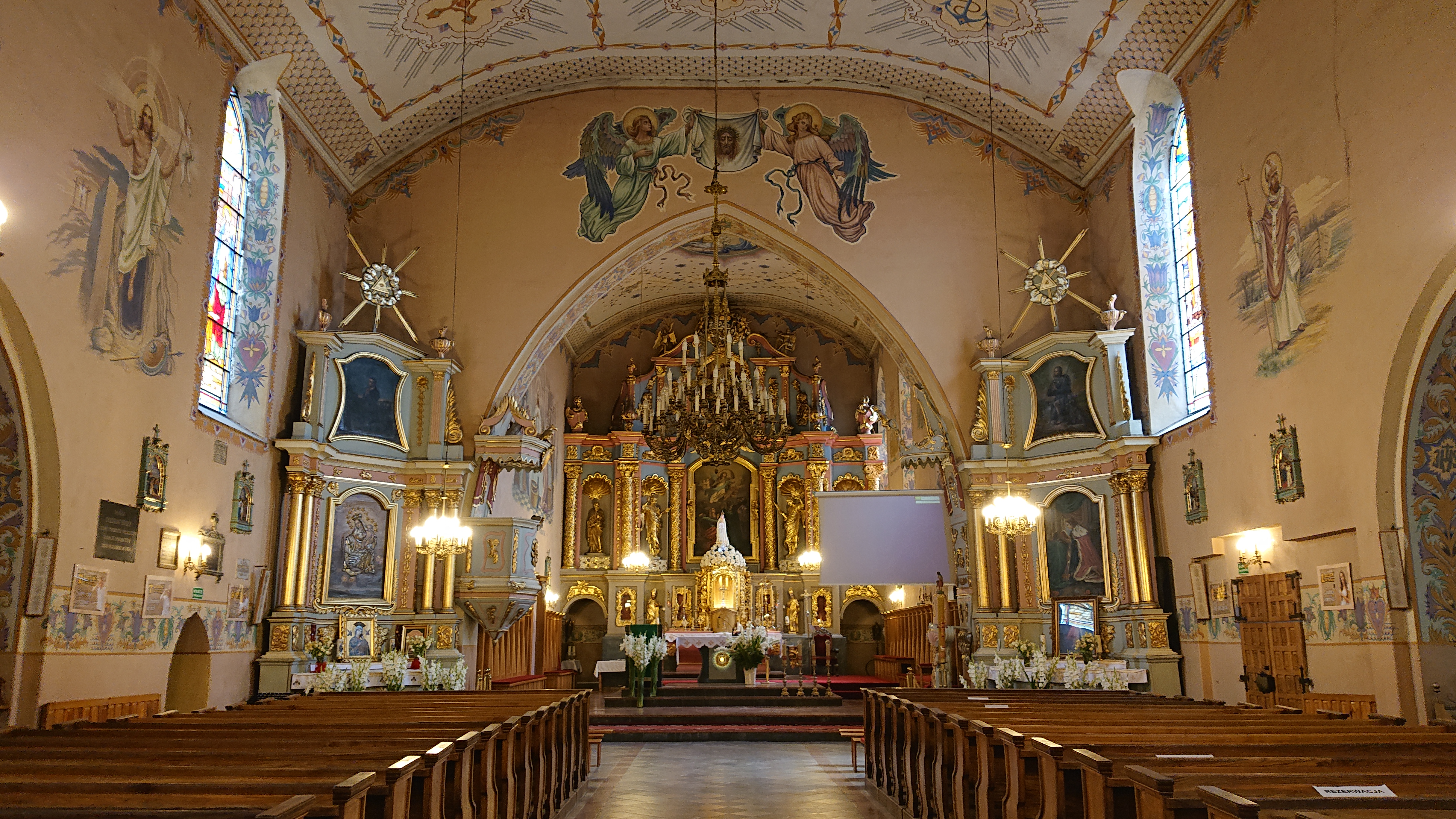
Wnętrze kościoła

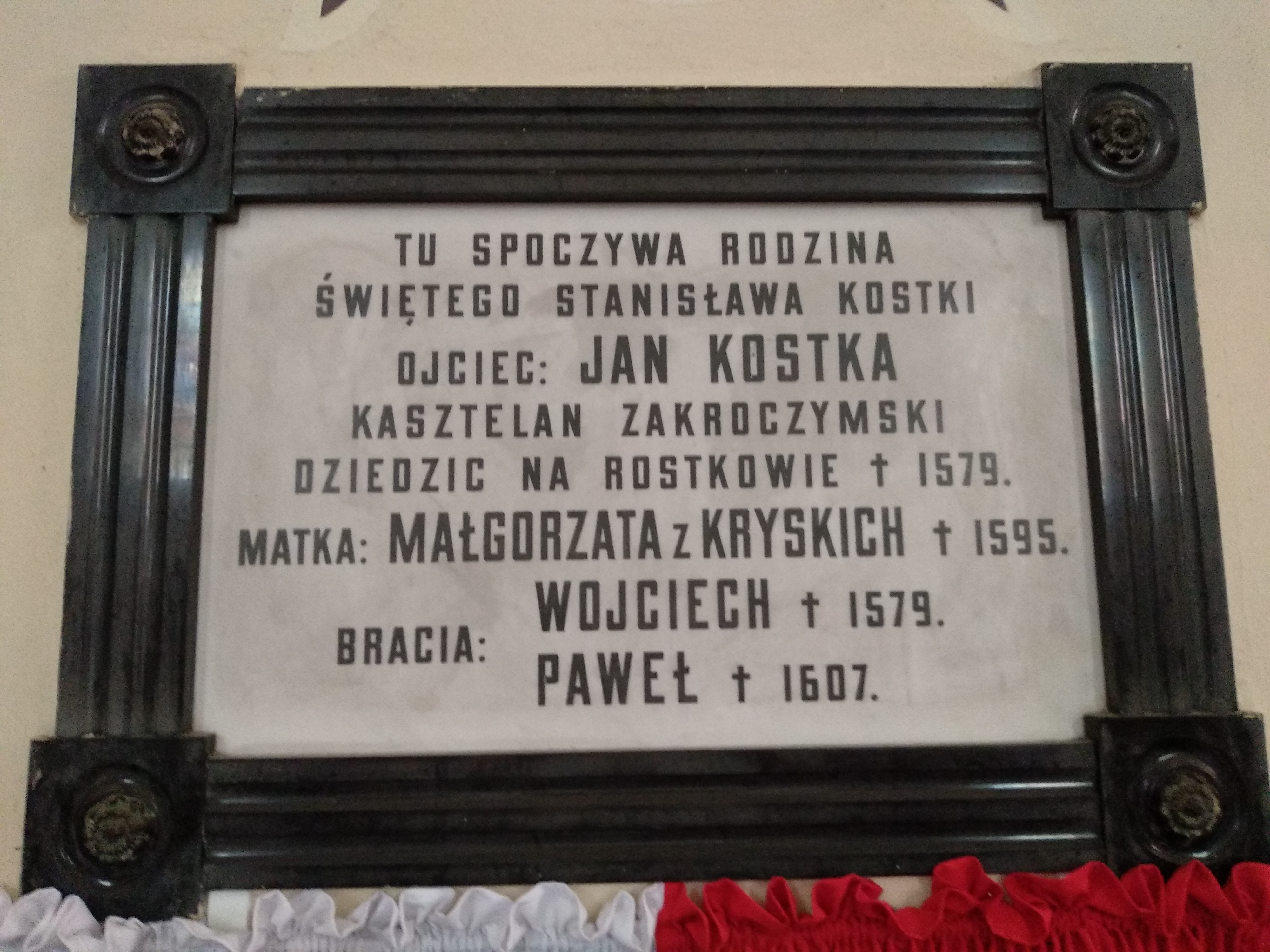
Epitafium Kostków

## Wnętrze
We wnętrzu kościoła wyróżniają się neorokokowe ołtarze, ambona i chrzcielnica. W bogato złoconym ołtarzu głównym znajdują się figury św. Piotra i Pawła, aniołów i biskupów oraz obrazy MB Wniebowziętej, św. Wojciecha (na zasuwie) i Przemienienia Pańskiego. W lewym ołtarzu bocznym MB Różańcowej zwraca uwagę XIX-wieczny obraz NMP w sukience z blachy srebrnej; w górnej części umieszczony został obraz św. Izydora. W prawym ołtarzu bocznym św. Kazimierza znajdują się obrazy św. Kazimierza i św. Rocha; w ołtarzu Pięciu Ran P. Jezusa w bocznej kaplicy północnej – obraz Ukrzyżowanego. W kościele zachowały się liczne epitafia.
W kaplicy północnej pochowani zostali rodzice św. Stanisława Kostki: Jan, kasztelan zakroczymski (zm. 1576) i Małgorzata z Kryskich (zm. 1593) oraz bracia: Wojciech, zmarły w dzieciństwie (1579) i Paweł, chorąży ciechanowski, fundator kościoła bernardynów w Przasnyszu (zm. 1607). W 1911 za rządów ks. Józefa Piekuta szczątki Kostków w ścianie kaplicy umieszczono pamiątkową tablicę z białego marmuru w czarnym marmurowym obramowaniu, na której umieszczono daty śmierci rodziców i braci Świętego.
Tablice w kruchcie wielkiej upamiętniają żołnierzy NSZ, NZW i AK zamordowanych w latach 1945-1951 przez NKWD i UB oraz proboszczów przasnyskich (w wykazie kapłanów widnieje nazwisko Jana Bilińskiego, nauczyciela i opiekuna św. Stanisława Kostki). Przy wejściu do kościoła tablica poświęcona kardynałowi Aleksandrowi Kakowskiemu, który był tu chrzczony.

## Otoczenie
Przed kościołem stoi figura Matki Boskiej Bolesnej, pochodząca z cmentarza parafialnego, uratowana od zniszczenia w czasie ostatniej wojny, ustawiona na obecnym miejscu w 1965.
Obok kościoła wznosi się wolno stojąca murowana dzwonnica gotycka, zapewne z końca XV w. W XVI w. została ona podwyższona o trzecią kondygnację.